# Азарнегари
Азарнегари (перс. آذرنگاری) — искусство создания композиций из различных видов ткани с использованием паяльника для скрепления элементов. Данный вид искусства был создан иранцем Ахадом Саади в 2000-х годах.

## Название
«Азарнегари» состоит из двух слов — «огонь» (перс. آذر) и «живопись» (перс. نگاری).

## История создания
Ахад Саади родился в Тебризе, провинция Восточный Азербайджан, Иран в 1980 году. Ахад с детства работал в мастерской своего отца и тогда впервые заметил, как красиво сочетаются друг с другом ткани с различной текстурой. Под руководством отца будущий художник занимался каллиграфией и искусством персидской миниатюры. В 1999 году, в возрасте 19 лет, Ахад приступил к созданию нового вида искусства.
В азарнегари не используются карандаши, ручки или краски; все инструменты, которые необходимы автору для работы — это специальные ножницы, трафареты и небольшие паяльники.
Мастер вырезает из ткани необходимые ему куски и соединяет их друг с другом с помощью паяльника. Количество слоев в некоторых работах Ахада Саади достигает двадцати. Сначала автор практиковал создание только плоских произведений, больше напоминающих картины. Набравшись опыта, Саади начал создавать масштабные объемные конструкции, которые и принесли ему мировую известность.

## Темы работ
Работы Ахада Саади основаны на сюжетах мистики и философии. Произведения художника отражают темы, тесно связанные с любовью, природой, человечеством и Вселенной. Помимо абстрактных орнаментов, в некоторых работах Саади используются образы животных, растений и человека. Автор вдохновляется искусством; в его работах видны элементы классической персидской миниатюры, каллиграфии, современной живописи и классической скульптуры.

## Признание
В 2008 году Ахад Саади официально зарегистрировал новый вид прикладного искусства в министерстве культуры и исламской ориентации Ирана.
Саади провел в Иране около десятка личных и более дюжины групповых выставок. Его работы известны по всему миру; он часто проводит выставки в Турции и Азербайджане.